# Swirl How
Swirl How är en ås i Storbritannien.   Den ligger i riksdelen England, i den centrala delen av landet, 400 km nordväst om huvudstaden London. Swirl How ingår i Cumbrian Mountains.